# Kayapa
Kayapa là một đô thị hạng 3 ở tỉnh Nueva Vizcaya, Philippines. Theo điều tra dân số năm 2007, đô thị này có dân số 20.806 người trong 3.506 hộ.

## Barangay
Kayapa được chia thành 30 barangay.
| - Acacia - Amilong Labeng - Ansipsip - Baan - Babadi - Balangabang - Banao - Binalian - Besong - Cabalatan-Alang - Cabanglasan - Kayapa Proper East - Kayapa Proper West - Mapayao - Nansiakan | - Pampang (Pob.) - Pangawan - Pinayag - Pingkian - San Fabian - Talecabcab - Tubongan - Alang-Salacsac - Balete - Buyasyas - Cabayo - Castillo Village - Latbang - Lawigan - Tidang Village |